# 투르니슈체

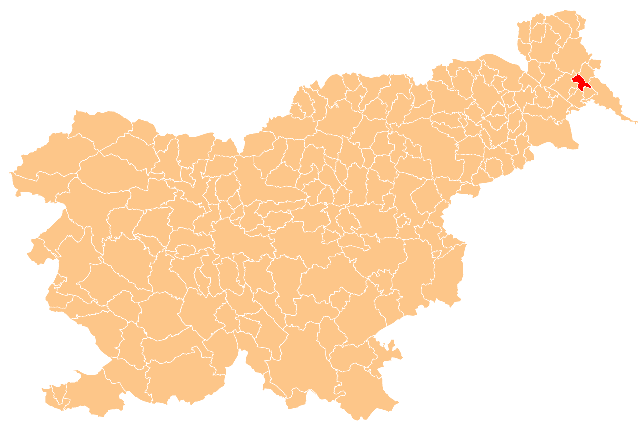
투르니슈체의 위치

투르니슈체(슬로베니아어: Turnišče, 헝가리어: Bántornya 반토르녀[*], 독일어: Thurnitz 투르니츠[*])는 슬로베니아의 도시로 면적은 23.8km2, 높이는 169m, 인구는 3,422명(2002년 기준), 인구 밀도는 143.8명/km2이다.